# 克里斯·懷爾斯
克里斯·懷爾斯（英語：Chris Wyles；1983年9月13日—）是一位美國橄欖球運動員。他是美國國家橄欖球隊的一員，代表美國參加了2015年世界盃橄欖球賽，以及2016年里約奧運。